# Riyo Mori

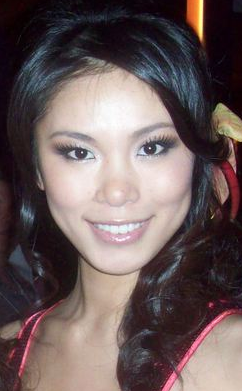
Riyo Mori, 2008

Riyo Mori (jap. 森 理世, Mori Riyo; * 24. Dezember 1986 in Shizuoka, Japan) ist eine japanische Schönheitskönigin, Tänzerin und Model. Bekanntheit erlangte sie dadurch, dass sie 2007 als die dritte Japanerin in der Geschichte des Schönheitswettbewerbs zur Miss Universe gewählt wurde.
Sie gewann die Wahl im Mai 2007 in Mexiko-Stadt. Sie konnte sich gegen die Kandidatinnen aus Brasilien und Venezuela durchsetzen, die sich auf Rang zwei und drei platzierten. Die Krone erhielt sie aus den Händen der Vorjahressiegerin Zuleyka Rivera aus Puerto Rico.